# Serviço Brasileiro de Apoio às Micro e Pequenas Empresas
O Serviço Brasileiro de Apoio às Micro e Pequenas Empresas (Sebrae) é uma entidade privada brasileira de serviço social, sem fins lucrativos, criada em 5 de julho de 1972, que objetiva a capacitação e a promoção do desenvolvimento econômico e competitividade de micro e pequenas empresas, estimulando o empreendedorismo no país. É integrante do Sistema S, conjunto de nove instituições de apoio aos profissionais.
Fundado em 1972 com o nome de CEBRAE (Centro Brasileiro de Apoio à Pequena e Média Empresa), era uma entidade vinculada ao Governo Federal. Em outubro de 1990, se transformou em Sebrae (Serviço Brasileiro de apoio às Micro e Pequenas Empresas), desvinculando-se da administração pública e tornando-se um serviço social autônomo, sem fins lucrativos.
A empresa possuía o slogan "Parceiro dos Brasileiros", mas em 2008 este slogan foi transformado em "Quem tem conhecimento vai pra frente" em função do novo portal que abrange ainda mais informações e cursos virtuais. Com este slogan, o Sebrae se apresenta com a missão de qualificar e informar os empreendedores/empresários. O atual slogan é "Sebrae. A força do empreendedor brasileiro."
No Brasil, de acordo com o IBGE, em uma pesquisa realizada em 2001, há cerca de 2 milhões de micro e pequenas empresas formais, com uma participação de aproximadamente 22% na receita no setor de comércio e serviços. Os pequenos negócios, ainda segundo a pesquisa do IBGE, servem de amortecimento dos níveis de desemprego no país.